# Réjane Sénac
Pour les articles homonymes, voir Sénac.
Réjane Sénac, née en 1975, est une politiste féministe française, spécialiste des enjeux contemporains de l'application du principe d'égalité et la persistance des discriminations. 
Elle est directrice de recherche CNRS au CEVIPOF, le Centre de recherches politiques de Sciences Po où elle enseigne. Elle est directrice du département de science politique depuis janvier 2023. Elle a été présidente de la commission parité du Haut Conseil à l'égalité entre les femmes et les hommes, instance nationale consultative indépendante placée auprès du Premier ministre, de janvier 2013 à janvier 2019.

## Biographie
Réjane Sénac est docteure en science politique, diplômée de l'Institut d'études politiques de Paris en 2004, elle est également titulaire d'un diplôme de troisième cycle de droit et d'une maîtrise de philosophie de l'université Panthéon-Sorbonne.
Directrice de recherches CNRS au CEVIPOF (Centre de recherches politiques de Sciences Po) et membre du comité de direction de PRESAGE (Programme de recherche et d'enseignement des savoirs sur le genre), elle s'intéresse en particulier à la devise républicaine « Liberté, égalité, fraternité » et notamment aux dilemmes, voire aux butoirs, qui la caractérisent. Elle a pour cela analysé les justifications publiques de la promotion de la parité et de la diversité ainsi qu'à leur articulation avec les appels à faire fraternité. Elle propose en outre une réflexion sur l'adelphité (solidarité entre toutes les personnes quel que soit leur genre, y compris les personnes non binaires).

## Travaux et prises de position
Ses recherches ont pour point commun d’interroger les expressions contemporaines du principe d’égalité à travers le prisme des différenciations jugées légitimes et illégitimes. De l’analyse des usages de la parité et de la diversité à celle de la dite « théorie du genre », il s'agit d’examiner les liens entre les différenciations qui structurent le domaine public – politique et juridique en particulier, et le principe de justice au cœur du contrat social.
Dans son essai, L’Égalité sous conditions (Sciences Po, 2015), elle soutient que les femmes et les personnes racisées sont incluses (via la promotion de la parité et de la diversité notamment) pour les mêmes raisons qu'elles ont été exclues, à savoir au nom de leurs différences, en tant qu’êtres complémentaires et non parce qu'elles sont reconnues comme des semblables politiques. Dans Non-Frères au pays de l’égalité (2017), elle crée la notion de « non-frères » pour désigner ceux qui n'auraient pas fait partie de la citoyenneté originelle : les femmes, les non-Blancs qu'elle dénomme « racialisés », les non-hétérosexuels et intersexe qu'elle dénomme « les non-binaires ». La citoyenneté politique qui découle de la Révolution française se serait établie en écartant les « non-frères » du contrat social. L'inclusion progressive des non-frères se serait faite au nom de la « complémentarité » ce qui montre, selon elle, que derrière la promesse affichée de l’égalité pour tous, la France républicaine est encore une société profondément inégalitaire. 
Dans Radicales et fluides. Les mobilisations contemporaines (Presses de Sciences Po, 2021), elle analyse le commun de ces mobilisations à partir d'une enquête auprès de 130 responsables d'association et activistes féministes, antiracistes, antispécistes, pour la justice sociale et écologique. Marquées par une lecture critique de l'héritage républicain, en particulier du principe d'égalité, ces mobilisations ont pour point commun de considérer que l'efficacité passera par une reconnaissance des causes systémiques des inégalités et une réponse fluide par des alliances et la diversité des tactiques.

## Ouvrages
- Réjane Sénac, L'ordre sexué : la perception des inégalités femmes-hommes, Paris, PUF, 2007.
- Réjane Sénac, La parité, Paris, PUF, 2008.
- Réjane Sénac, Pierre Muller et al., Genre et action publique : la frontière publique-privé en questions, Paris, L'Harmattan, coll. « Logiques politiques. Droit, justice, sciences politiques », 2009.
- Réjane Sénac, L'invention de la diversité, Paris, PUF, coll. « Le lien social », 2012.
- Sandrine Dauphin et Réjane Sénac (dir.), Femmes-hommes : penser l’égalité, Paris, La Documentation française, coll. « Études de la Documentation française », 2012.
- Carmen Dominguez Alcon, Maxime Forest et Réjane Sénac, Qué Políticas para qué igualdad : debates sobre el género en las políticas públicas en Europa, Valence, Tirant Humanidades, 2013.
- Réjane Sénac, L'égalité sous conditions : genre, parité, diversité, Paris, Les Presses de Sciences Po, 2015
- Réjane Sénac, Les non-frères au pays de l'égalité, Paris, Les Presses de Sciences Po, 2017.
- Bronwyn Winter, Maxime Forest et Réjane Sénac (dir.), Global Perspectives on Same-Sex Marriage. A neo-Institutional Approach, Basingstoke, Palgrave Macmillan, 2018.
- Réjane Sénac, L'égalité sans condition. Osons nous imaginer et être semblables, Paris, Éditions Rue de l'échiquier, 2019.
- Réjane Sénac, Radicales et fluides. Les mobilisations contemporaines, Paris, Presses de Sciences Po, 2021.
- Réjane Sénac et Julien Le Mauff, Politique de l'exclusion, Paris, PUF, coll. « laviedesidées.fr », 2024 (EAN 9782130857907)
- Réjane Sénac, Comme si nous étions des animaux, Paris, Seuil, coll. « Libelle », 2024.